# بطولة العالم للنبالة 2023
بطولة العالم للنبالة 2023 (بالإنجليزية: 2023 World Archery Championships)‏ خلال الفترة بين 31 يوليو إلى 6 أغسطس 2023 في برلين عاصمة ألمانيا، وهو الحدث 52 من سلسلة بطولة العالم للنبالة. والمؤهل لدورة الألعاب الأولمبية الصيفية 2024 في باريس.

## روابط خارجية
- الموقع الرسمي

لم يتم العثور على روابط لمواقع التواصل الاجتماعي.